# Pankreassternzelle

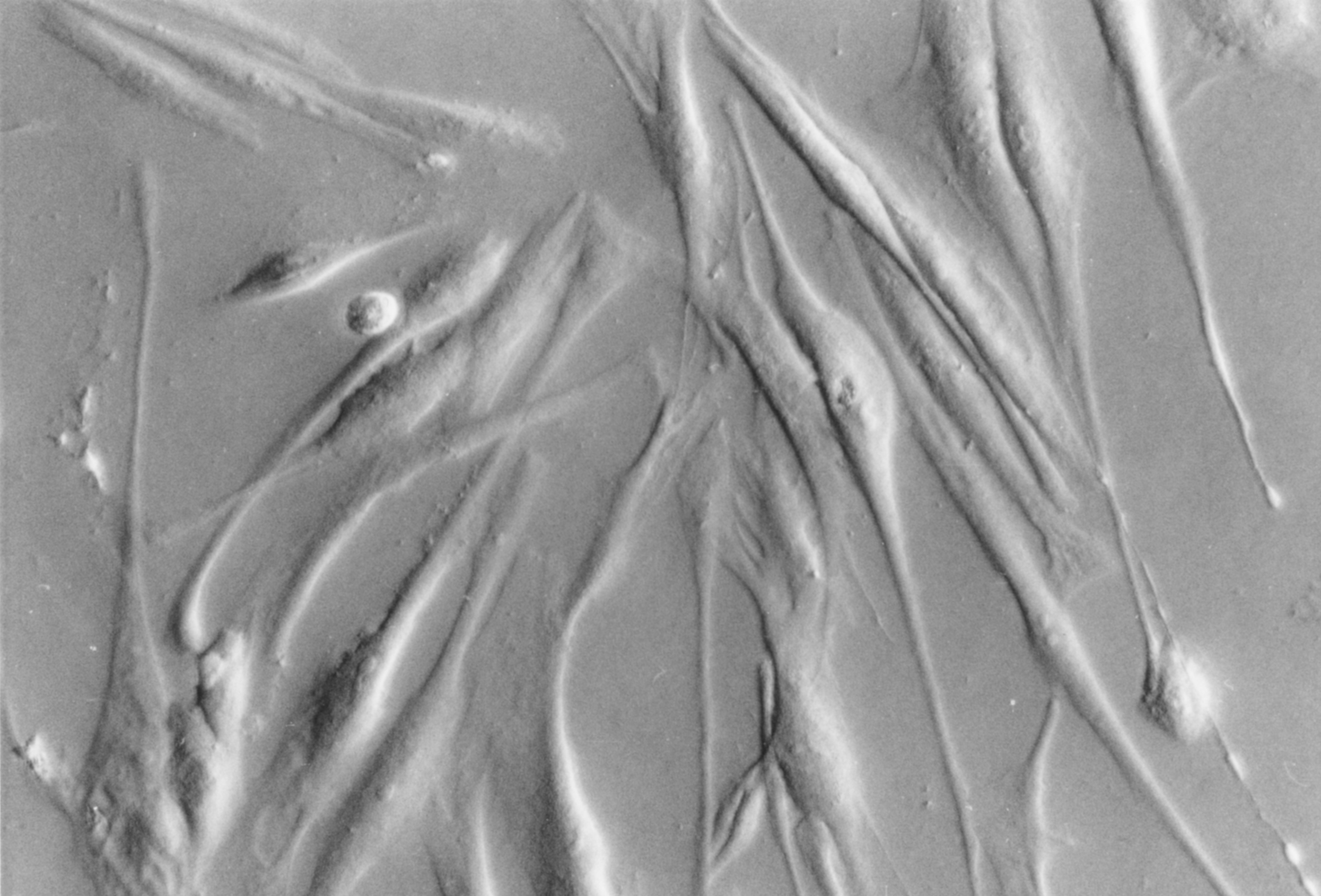
Pankreassternzellen im Varel-Kontrast

Pankreassternzellen sind Bindegewebszellen, die neben anderen Zelltypen in der Bauchspeicheldrüse (Pankreas) von Säugetieren vorkommen. Ähnlich wie die Ito-Zellen der Leber besitzen Pankreassternzellen die Eigenschaft, sich von einem ruhenden in einen aktivierten Zustand umzuwandeln.
Im Ruhezustand sind Pankreassternzellen in der Lage, Fett und Vitamin A zu speichern. Im aktivierten Zustand erlangen sie myofibroblastäre Eigenschaften, indem sie Aktin-Fasern herstellen, die im Inneren der Zelle vorliegen und eine Migration der Zelle ermöglichen, und indem sie Bestandteile der bindegewebigen Extrazellularmatrix, insbesondere Kollagen-Fasern, herstellen, die dann aus der Zelle heraus in das Interstitium sezerniert werden.
Im Zusammenhang mit Erkrankungen des Pankreas findet sich oft eine deutliche Vermehrung des vorhandenen Bindegewebes. Pankreassternzellen wird hier eine bedeutsame Rolle als Produzenten von Bindegewebsfasern zugeschrieben. Weiterhin gibt es Hinweise, dass Pankreassternzellen bei Krebserkrankungen des Pankreas daran beteiligt sind, den eigentlichen Krebszellen eine günstige Wachstumsumgebung zu schaffen.